# Drusus bolivari
Drusus bolivari là một loài Trichoptera trong họ Limnephilidae. Chúng phân bố ở miền Cổ bắc.